# Ein Mann von Welt
Ein Mann von Welt (norwegisch En ganske snill mann ‚Ein ziemlich guter/netter Mann‘) ist eine norwegische Filmkomödie aus dem Jahr 2010. Das Drehbuch schrieb Kim Fupz Aakeson, Regie führte Hans Petter Moland. Der Film nahm an den Internationalen Filmfestspielen Berlin 2010 teil.

## Inhalt
Nach zwölf langen Jahren wird Ulrik aus dem Gefängnis entlassen. Er musste eine Haftstrafe wegen Mordes verbüßen, weil er den Liebhaber seiner Frau umgebracht hatte. Als sich die Gefängnistüre öffnet, steht er vor einer monotonen, trostlosen, verschneiten Landschaft. Niemand wartet auf ihn. Die Welt ist ihm fremd geworden. Fast hat es den Anschein, als würde er lieber im Gefängnis bleiben, statt frei zu sein und nicht zu wissen, was er jetzt mit sich anfangen soll.
Ulrik trifft auf Jensen, dessen Handlanger er einst war und der dazu beitrug, dass der eigentlich friedliche Ulrik den Mord beging. Jensen ist nicht mehr der alte; er hat einen heruntergekommenen Mercedes und eine Vielzahl offener Rechnungen.
Jensen organisiert eine Unterkunft bei seiner Schwester, der verschrobenen Karen Margarete, und besorgt ihm einen Job in einer Autowerkstatt. Karen Margarete kocht für Ulrik, schaut mit ihm fern und verlangt als Gegenleistung gelegentlich einen kurzen Beischlaf. Ulrik bemüht sich, seine Vergangenheit hinter sich zu lassen, fällt aber immer wieder in alte Verhaltensmuster zurück. Er schläft häufig eher widerwillig mit seiner Vermieterin und auch mit seiner früheren Frau. Dem stalkenden Ex-Mann der Tochter seines Chefs bricht er die Arme. Zudem macht er alles, was Jensen von ihm fordert. Dieser will, dass sich Ulrik an Kenny rächt, dem Bruder des Liebhabers seiner Frau. Nach dem Mord hatte Kenny bei der Polizei ausgesagt und somit zu Ulriks Verurteilung beigetragen. Im Beisein Jensens kauft sich Ulrik eine Schusswaffe bei einem samischen Verkäufer.
Dennoch scheint sich das Blatt langsam, aber sicher zum Guten zu wenden. Ulrik sucht Kontakt zu seinem Sohn. Zwar verleugnet ihn dieser vor seiner Frau und gibt ihn als seinen Onkel aus, doch freut sich Ulrik über den baldigen Nachwuchs. Zudem verliebt er sich in Merete, die Tochter des Werkstattbesitzers. Es scheint, als könne er mit seiner Vergangenheit abschließen, und so bricht er mit Jensen.
Doch die Situation ändert sich abrupt. Nachdem sein Sohn seiner Frau gestanden hat, dass Ulrik nicht sein Onkel, sondern sein Vater sei und wegen Mordes hinter Gitter gesessen habe, will sie ihn nicht mehr sehen und verbietet Ulrik auch den Umgang mit seinem künftigen Enkel. Seine Vermieterin findet heraus, dass er sich in die Tochter des Werkstattbesitzers verliebt hat, und stellt Merete zur Rede. Ulriks Freundin wendet sich von ihm ab; gleichzeitig wird er von seinem Chef entlassen, weil er das Versprechen gebrochen hat, Merete in Ruhe zu lassen.
Ulrik fasst nun den Entschluss, seinen Racheplan durchzuführen. Er sucht wieder Kontakt zu Jensen, mit dem er den Mord vorbereitet. Ulrik schafft es aber nicht, Kenny umzubringen. Zufällig erfährt er, dass er von Jensen belogen und betrogen wurde. Die finanzielle Unterstützung, die er während seiner zwölf Jahre im Gefängnis angeblich von Jensen bekommen hatte, stammte in Wirklichkeit von Kenny. Jensen unterschlug davon eine größere Summe.
Ulrik plant offenbar sich umzubringen, will aber zuvor ein letztes Mal seinen Sohn besuchen. Dieser ist aber verreist und so trifft er auf die hochschwangere Schwiegertochter. Sie will ihn zuerst nicht in die Wohnung lassen, ruft ihm, als er geht, aber noch kurz zu, wo sich ihr Mann befindet. Just in diesem Moment platzt die Fruchtblase. Ulrik will die Schwangere mit dem von Jensen geliehenen Mercedes ins Krankenhaus bringen, die Niederkunft findet jedoch mit seiner Hilfe schon vorher im Auto statt. Die heroische Tat führt dazu, dass sich seine Schwiegertochter mit ihm aussöhnt.
Als Ulrik Jensen trifft, ist dieser enttäuscht, dass der Mord nicht ausgeführt wurde. Er ist vom Blut in seinem Wagen entsetzt, versucht ihn zu reinigen und beschimpft Ulrik als Versager. Daraufhin erschießt ihn Ulrik, packt die Leiche in den Kofferraum des Mercedes und verschrottet den Wagen mit der Leiche in einer Autopresse. Damit ist der endgültige Bruch mit seiner Vergangenheit vollzogen, der Film endet mit einem zuversichtlichen Ulrik.

## Kritiken
„Stellan Skarsgård macht Blockbuster-Pause in Hollywood und dreht wieder in Skandinavien. Er brilliert in der Rolle eines Mörders, der nach zwölf Jahren in die Freiheit entlassen wird und seinem verpfuschten Leben einen neuen Sinn geben will.“

## Auszeichnungen und Preise
- Leserpreis der Berliner Morgenpost der Berlinale (2010)
- Publikumspreis der 10. Filmkunstmesse Leipzig (2010)
- Internationales Filmfest Braunschweig (2010), für Stellan Skarsgård
- Festróia (2010), Bester Film, Bestes Drehbuch, Beste Regie, Bester Hauptdarsteller
- Austin Film Festival (2010), Bester Hauptdarsteller
- Norwegischer Filmpreis (2010), Bester Schauspieler
- Chicago International Film Festival (2010), Spezialpreis der Jury